# Pětiboj (film)
Pětiboj (v originále Pentathlon) je americký akční thriller z roku 1994, který režíroval Bruce Malmuth, jenž také napsal scénář spolu s Garym DeVorem a Williamem Stadiemem. Ve filmu hraje Dolph Lundgren jako východoněmecký olympijský vítěz v moderním pětiboji, který prchá před trenérem (David Soul). Tento film byl posledním celovečerním dílem režiséra Bruce Malmutha před jeho smrtí 29. června 2005.

## Děj
Eric Brogar, bývalý východoněmecký olympionik, uprchne po zisku zlaté medaile v pětiboji v Soulu 1988 od svého násilnického trenéra Heinricha Muellera. O osm let později se Eric skrývá v Los Angeles a živí se v zapadlé jídelně, zlomený a závislý na alkoholu. Jeho talent však znovu probudí majitel bistra John Creese. Mezitím se Mueller stal nebezpečný neonacistický terorista, který po vraždě Ericova otce odlétá do USA, aby se Ericovi pomstil.
Eric se znovu sbližuje se svou bývalou láskou Julií, která mu pomáhá znovu nabrat kondici. Mueller mezitím připravuje atentát na mírovém shromáždění. Po útoku na Juliina otce a postřelení Creese Mueller unese Erica, ale ten se osvobodí a zlikviduje většinu teroristů. Při finále dalšího pětiboje Eric znovu vítězí — a v sebeobraně zastřelí Muellera, který se ho pokusí zabít.

## Obsazení
- Dolph Lundgren jako Eric Brogar
- David Soul jako Heinrich Mueller
- Roger E. Mosley jako John Creese
- Renée Coleman jako Julia Davis
- Evan James jako Offerman
- David Drummond jako Hundt
- Daniel Riordan jako Rhinehardt
- Philip Bruns jako Vic Davis
- Gerald Hopkins jako Christian
- Erik Holland jako Rudolph Brogar
- Bruce Malmuth jako Erhardt
- Mel Stewart jako olympijský sportovec
- Anthony T. Pennello jako policista
- Barry Lynch jako Horst
- Andreas Reinl jako Schubert